# 定額制夫の「こづかい万歳」〜月額2万千円の金欠ライフ〜
『定額制夫の「こづかい万歳」〜月額2万千円の金欠ライフ〜』（ていがくせいおっとのこづかいばんざい げつがくにまんせんえんのきんけつライフ）は、吉本浩二による漫画作品。『モーニング』（講談社）にて2019年45号（10月10日発売）より月1ペースで連載中。
『モーニング』2018年41号（9月13日発売）に掲載された読み切り『家族よ、俺を許してくれ!!』の連載化となる。なお、この読み切りは単行本3巻に収録されている。

## 作風
「こづかい制」で暮らす作者の吉本やその周りの人物がいかにして限られたこづかいをやりくりして余暇をすごしているのかをドキュメンタリー風に描いた作品。吉本によると、現在住んでいる埼玉県郊外にはこづかい制の人が多いのではと語っている。インタビューされる人物は限られたこづかいを他者には思いつかないような独特のセンスで使う者が多く、編集部のあおり文の中では彼らへの一種の敬意と揶揄を込めて「こづかい超人」と呼ばれるようになった。連載が軌道に乗って以降は、編集部のこづかい超人募集に応募した読者に吉本がインタビューする回も増えてきている。
各回ではこづかい制なのかを吉本に尋ねられたこづかい超人が、左手を胸に当てて「申し遅れました　毎月●●円です」と答えるシーンがお約束となっている。

## 登場人物
吉本 浩二（よしもと こうじ）
主人公。漫画家であり、作者である吉本自身。こづかいは2万1000円。埼玉県内で妻と幼い子供2人（長女・チー、長男・マー坊）の4人暮らし。
自宅で仕事をしているため、昼食代はこづかいに含まれない。非喫煙者で酒は飲まないが、お菓子が好き。バイクとレコードが趣味。
こづかいに関しては少々計画性がなくルーズな面があり、妻にこづかいの値上げを交渉して怒られたこともある。
吉本の妻
こづかい7000円。夫と違い酒が好きで毎晩焼酎で晩酌をしている。たまに日高屋に行くのを楽しみにしている。
家族思いな性格だが、倹約家で財布の紐が固く、吉本が何かを買いたがろうとすると「どうせ使わない」と言って反対するほか、夫がリサイクルショップで買って来た扇風機が3000円だったと聞いて「高い」と文句を言うなど堅実な面もある。
筒木 剛（つづき つよし）
妻のママ友の旦那。こづかい2万円。昼食をコンビニのパンや業務スーパーのお茶、野菜ジュースにすることで節約をしている。月に数度の晩酌が楽しみ。
工藤 静男（くどう しずお）
近隣住民。こづかい2万円。Pontaポイントを貯めるのが好きで、おさいふPontaを使用している。月に一度スーパー銭湯でリフレッシュしている。
おさいふPontaの終了後は携帯会社をauに変え、Pontaポイントを貯めている。
佐野 修司（さの しゅうじ）
通りすがりのバイカー。こづかい2万5000円。バイクが好きで、自分で弁当を作って節約している。月に一度のツーリングを楽しみにしている。
村上 久美子／村上 誠（むらかみ くみこ／まこと）
こづかい2万4000円。夫婦で節約をしており、節約額で競争をしている。ジョギングと温泉が趣味。
村田 克彦（むらた かつひこ）
吉本の同級生で、名古屋在住。こづかい1万5000円。昔は5万円だったが、制限がある方が楽しいという理由で自主的に減らした。
駅構内で酒を飲む行為を「ステーション・バー」と呼び、好んで行っている。
山崎 あみ（やまざき あみ）
吉本の妻の同級生。こづかい額は不明（推定6500円）。果実酒の自作が好きで、夫と居酒屋ごっこを行っている。
谷 健（たに けん）
静男の後輩。こづかい0円。10年以上前からこづかいを貰っておらず、欲しいものがあまりないと話している。お菓子作りや市民プールに行くのが趣味。
真田 一郎（さなだ いちろう）
地元民。こづかいは5万円。野草を採ったり家庭菜園をしたりして節約をしている。趣味は釣り。
石井 力（いしい りき）
出版社の編集者。こづかいは3万7000円。自分の書斎を娘の部屋にしたため、車を部屋にして菓子を食べたりドラムを演奏したりしている。
すみれちゃんのパパ
娘と同じ幼稚園に通うすみれの父親。こづかいは2万3000〜2万4000円。
フリーランスのシステムエンジニアで、カフェやファミレスで仕事をしているノマドワーカー。朝に頼んだモーニングセットを取っておいて昼食にしている。
沢田 みゆき（さわだ みゆき）
妻の元バイト先の先輩。こづかいは3万円。
イオンレイクタウンの近くに住んでいることもあり、イオンカードについて詳しい。料理と映画が好き。
沢田 龍三（さわだ りゅうぞう）
みゆきの夫で会社員。こづかいは3万円。
みゆき同様に料理と映画が好きな他、漫画も好き。
成瀬 広太郎（なるせ こうたろう）
予備校の数学講師。こづかいは2万円。
下戸で甘いもの好きだが、お菓子はコンビニでしか買わない。
森山 拓也（もりやま たくや）
吉本の旧友。こづかいは2万1000円。
ランチにこだわっており、ランチを美味しく食べるためのトレーニングが日課となっている。
岩倉 誠（いわくら まこと）
近隣住民。こづかい2万8000円。
ダイソー愛好家で月一回はダイソーで購入したお菓子やグッズなどを用いてダイソーパーティーを開く。
町田 宏（まちだ ひろし）
担当の友人。こづかい2万。
単身赴任をきっかけに原チャリに乗るようになり原チャリで観光へ行くことが趣味となる。
先崎 ゆかり（せんざき ゆかり）
妻のママ友でパート主婦。こづかい1万5000円。妻が作ったママ友の飲みサークル「埼玉そこなしママーズ」のメンバー。
先崎 幸信（せんざき ゆきのぶ）
ゆかりの主人で会社員。こづかい3万円。サイゼリヤが好きで、ゆかりと共にこづかいを出し合ってオンライン飲み会のために、サイゼリヤのメニューをテイクアウトしてきた。

## 書誌情報
- 吉本浩二『定額制夫の「こづかい万歳」〜月額2万千円の金欠ライフ〜』講談社〈モーニングKC〉、既刊9巻（2025年6月23日現在）
  1. 2020年7月20日発行（同日発売[7]）、ISBN 978-4-06-519052-4
  2. 2021年1月21日発行（同日発売[8]）、ISBN 978-4-06-521898-3
  3. 2021年8月23日発行（同日発売[9]）、ISBN 978-4-06-524219-3
  4. 2022年4月21日発行（同日発売[10]）、ISBN 978-4-06-5274231
  5. 2022年12月22日発行（同日発売[11]）、ISBN 978-4-06-530186-9
  6. 2023年8月23日発行（同日発売[12]）、ISBN 978-4-06-532723-4
  7. 2024年4月23日発行（同日発売[13]）、ISBN 978-4-06-535334-9
  8. 2024年11月21日発行（同日発売[14]）、ISBN 978-4-06-537537-2
  9. 2025年6月23日発売[15]、ISBN 978-4-06-539831-9

## 評価
節約の様子をリアルに描いていることで「共感できる」という感想がある一方、その世知辛さからデストピア的で怖いという声もある。
第9話に登場する人物・村田の「ステーション・バー」はSNSで話題となり、賛否両論の感想が述べられている。
実業家の堀江貴文は作者の吉本浩二と同世代であり、「お小遣い制という謎の制度にかねてから疑問を持っている私からすると、完全にドMとしか思えない暮らし」「使える額が制限されていた子供の頃や刑務所の中に戻りたくはない」としつつも、「お話は非常に面白い」「お金を使わなくていい未曾有の時代を楽しむ一つの回答が、この漫画にはある」と評価している。